# SM52W
SM52Wは、日本造船研究協会において策定された溶接艦船用高張力鋼の規格。引張強さ 50 kgf/mm2 (490 MPa)級・Si-Mn系の非調質高張力鋼である。

## 開発に至る経緯
第二次世界大戦中、大日本帝国海軍はドイツ国から技師を招聘して50キロ級高張力鋼についての研究を行っており、呉海軍工廠と八幡製鉄所の協力のもとでSi-Mn系の非調質高張力鋼の開発に成功、終戦直前には潜水艦に採用されるに至っていた。
終戦によって研究は中断したものの、復興が進むとともに建築・土木・船舶・車両など各方面から溶接性高張力鋼の要望が高まったのを受けて、1950年代初頭より、製鋼各杜は海軍が開発した高張力鋼を参考として50キロ級高張力鋼の研究開発に力を注ぐようになり、また関係学協会も積極的に利用研究を推進して工作基準などの策定を進めていった。
そして昭和28年度計画より艦艇の国内建造が再開されることになったのを受け、防衛庁から日本造船研究協会への委託研究として、これらの艦艇に用いるための鋼材の仕様を定めるための研究が実施されることになった。

## SM52W規格案の作成
1953年には同協会において第6研究部会が組織され、艦艇用高張力鋼の大規模な試作研究が着手された。この研究は大学・研究所・製鋼所・造船所を一丸として推進され、海軍での研究当時は重視されていなかった切欠き靭性などのデータ不足を補い、イギリスやアメリカ合衆国、ドイツで使用されているMn系およびMn-Si系高張力鋼規格を参照し、特にSiの溶接性への影響を重視して、50キロ級高張力鋼の成分を決めるための研究が行われた。この結果、Mnを主体とした英米系のものより、ドイツのSt 52に準じたSi-Mn系の高張力鋼のほうが、溶接による硬化を増すことなく、Siによる強度増加を期待できる点で有利であると結論された。
これらの検討を経て、1954年10月、下記のようなSM52W規格案が作成された。
- 化学成分: 炭素（C）0.18パーセント以下、マンガン（Mn）1.25パーセント以下、ケイ素（Si）0.55パーセント以下、リン（P）および硫黄（S）0.03パーセント以下、銅（Cu）0.30パーセント以下、ニッケル（Ni）0.25パーセント以下、クロム（Cr）0.25パーセント以下
- 機械的性質: 引張強さ 52–60 kgf/mm2 (510–590 MPa)、降伏点32 kgf/mm2 (310 MPa)以上、伸び20パーセント以下

昭和28年度計画艦艇用の高張力鋼はこの規格案に従って製造され、甲型警備艦（28DD）などに採用された。

## 派生規格の作成
この建造経験を踏まえ、昭和30・31年度において、更に検討を重ねるための研究が船舶設計協会に委託された。この研究も大学・研究所・製鋼所・造船所が参加する委員会組織により推進され、東京大学の木原博教授が委員長を務めた。この検討を受けた化学成分などの改良を経て、1957年11月に防衛庁規格（NDS）としてNS30が定められ、戦後初の国産潜水艦である「おやしお」（31SS）に採用された。
1954年からは引張強さ 60–70 kgf/mm2 (590–690 MPa)級で溶接性・工作性の良好な高張力鋼の開発も開始されており、1956年にはNS30をもとにバナジウムと特殊な熱処理を加えた調質鋼が登場、1961年5月にNS46（超高張力鋼HHT材）として規格化された。これは防衛庁の艦船だけでなく、日本初の本格的な有人潜水調査船である「しんかい」にも用いられた。
またこれらの研究・実用実績を踏まえて、Si-Mn系50キロ級高張力鋼は軟鋼とほとんど変わりなく安全容易に溶接・工作しうることが認識されて、造艦用途に限らず広く各方面に普及した結果、1959年には、化学成分などが一部改訂された規格がSM50として日本工業規格（JIS）に制定されるに至った。現在、溶接構造用圧延鋼材（SM材）は、橋梁、建築などの社会インフラに用いられる溶接構造用鋼として最もポピュラーな規格の一つとなっている。